# Sympathy for Nothing
Sympathy for Nothing ist eine 2006 in Schwanenstadt/Oberösterreich gegründete Metalband.

## Geschichte
Die Band wurde 2006 von Klaus Schobesberger, Thomas Putz, Christian Danninger, Martin Wagner und Christina Stur gegründet. Letztere verließ die Band im Juni 2008 aufgrund persönlicher Probleme und wurde im Oktober desselben Jahres durch Richard Jakob Thallinger ersetzt. Die Gruppe war bei MyVideo-Musicstar mit dem Musikvideo Roads to Rome vertreten und belegte beim Finale den 5. Platz. Park Lane 7, eine bekannte deutsche Rockband (u. a. Deutscher Rock- und Poppreis, 2. Platz beim Animago Award 2006 und John Lennon Talent Award), wurde Zweiter mit ihrem Musikvideo zu Mr. Perfect.
Die Band gab mehrere Konzerte in Österreich und in Ungarn.
2008 gewannen die Oberösterreicher den International Live Award, Drummer Martin Wagner wurde im selben Jahr mit dem Titel Austrias Best Young Drummer ausgezeichnet. Ihre selbstproduzierte EP Living Shades, die vier Tracks beinhaltet, wurde von vielen Internet-Magazinen wie Vampster, dem Terrorverlag und Stormbringer äußerst positiv aufgenommen. Durch den Sieg beim International Live Award bekam Sympathy for Nothing die Chance, Konzerte unter anderem auf dem Donauinsel-Festival und dem Upload-Festival in Italien zu geben. Zudem hat die Band bereits vor mehr als 8000 Zuschauern gespielt.
Am 1. Mai 2009 spielte die Gruppe mit der Supergroup Hail! (Bandmitglieder der Bands Sepultura, Judas Priest, Iced Earth und Megadeth formen die Band) im Wiener Prater. Am 14. August desselben Jahres spielte Sympathy for Nothing mit Norther, Equilibrium, Endstille und Mastic Scum. Sechs Tage später spielte die Band auf dem Frequency-Festival, unter anderem mit Bands wie Herbstrock, Kreisky, Volbeat, Rise Against, Peter Fox, AFI und Petsch Moser.
Im November war die Band Vorgruppe der deutschen Dark-Rock-Band End of Green, die ein Konzert in Wien gespielt hatten. Die Band nahm am Austrian Newcomer Contest 2010 teil, wo die Band lediglich das Voting für sich entscheiden konnte. Das Debütalbum sollte im Laufe des Jahres 2010 veröffentlicht werden. Im Februar 2010 unterschrieb die Band ihren ersten Plattenvertrag bei Terrasound Records. Im April 2011 gab Klaus Schobesberger an, die Band zu verlassen.
Aufgrund von mehreren Verzögerungen konnte die Band erst Mitte 2011 mit den Arbeiten an dem neuen Album beginnen. Es soll am 13. April 2012 veröffentlicht werden und wird A Taste of Light heißen. Da das Label einen Vertrag mit Hoanzl abgeschlossen hat, wird die CD der Band unter anderem im Saturn und Media Markt in ganz Österreich verkauft.
Am 8. Juni 2012 spielte Sympathy for Nothing auf dem Nova Rock. Auf der „Abschalten jetzt!-Stage“ trat die Gruppe an diesem Tag mit The Sorrow und Die Vamummtn auf.

## Bandname
In einem Interview auf BezirksTV im April 2009 verriet die Band, wie sie zu ihren Namen gekommen ist: „Das englische Wort Sympathy steht nicht immer nur für Sympathie, sondern auch für Mitleid, und der Name passt zu unserem Musikstil.“

## Bekanntheit
Durch ihre zweite EP, die Living Shades heißt, konnte die Gruppe, vor allem dank ihres Songs Roads to Rome einen hohen Bekanntheitsgrad in der Underground-Szene Österreichs, der Schweiz und Deutschlands erreichen.
So wurde Living Shades, ihre zweite selbstaufgenommene EP -nach Look at These Days aus dem Jahr 2008- von mehreren Online-Musikmagazinen überaus positiv aufgenommen. Vampster schrieb über die CD: „Die Band bezeichnet ihren Musikstil als Melodic Rock bzw. -Metal, was aufgrund der Growls von Gitarrist Putz und der teilweise harten Gitarrenriffs nicht nachvollziehbar ist. Die Band spielt einen Mix aus Nu- und Melodic Death Metal. Ansonsten macht die Band eine ganz solide und ordentliche Arbeit …“
Metrostation, eine amerikanische Pop-Band, die den Hit Shake It schrieb, äußerte sich über das Video Roads to Rome mit dem Kommentar, es wäre hervorragend produziert worden. Zudem bemerkte Trace Cyrus, dass ihm der Mix aus cleanem Gesang und Screaming besonders gut gefällt.
Musikreviews.de schrieb, das Album sei eine österreichische Sensation, welche faustdick hinter die Ohren pfeffert und man gespannt sein darf, wie lange es dauert bis man die fünf Oberösterreicher auch jenseits des Bodensees zu hören bekommt.
Metal.de schrieb, dass die Demo überraschend professionell sei und ordnet den Musikstil dem Melodic Metal zu, wobei 4 Songs nicht aussagekräftig wären, sondern nur das vorhandene Potential vermuten lassen würden.
Auf Metal-inside.de heißt es, Living Shades wäre eines der besten Digipacks, welches je auf der Homepage vorgestellt worden wurde, da es laut Kritiker tolle Zeichnungen, ein super Songbook und Texte enthält. Metal-inside beschreibt den Musikstil als einen Mix aus Seether und Bullet for My Valentine. Zu dem Tracklisting schreibt das Online-Magazin, mit 4 Tracks wäre der Umfang recht kurz, es sei aber eine Menge Potential enthalten.

## Stil

### Musik
Sympathy for Nothing spielen auf ihren EPs melodischen Metalcore, der durch den Einsatz von Keyboards verstärkt wird. Der Gesang ist zumeist clean, jedoch finden sich auch Screamings in allen Songs wieder. Die Verteilung von gutturalem Gesang und clean Vocals ist für den populären Metalcore (Caliban, As I Lay Dying, Killswitch Engage) ungewöhnlich, weshalb die Musik der Gruppe auch dem Post-Hardcore zugeordnet wird.
Zu Beginn der Karriere hatte die Gruppe mit Christina Stur eine weibliche Frontsängerin. Dies war zu Beginn des Metalcore und des Hardcore-Punks unüblich. Inzwischen haben sich auch Bands mit einer Frontfrau in der Szene etabliert. Beispiele sind Walls of Jericho, In This Moment und Iwrestledabearonce.
Vampster beschreibt die Musik der Band als „einen Mix aus Nu- und Melodic Death Metal“, wobei Sympathy for Nothing ihren Stil als „Melodic Metal Rock“ bezeichnet.

### Texte
Die Texte werden von Sänger Richard verfasst, handeln von persönlichen Erfahrungen der Bandmitglieder und beinhalten zudem sozialkritische Themen (wobei sich die Band nicht als politisch versteht). Die Texte werden auf Englisch verfasst. („Durch die englische Sprache können wir mehr Menschen erreichen. Außerdem können wir uns das Genre Metal auf Deutsch nicht in dieser Art vorstellen, und wir waren uns alle einig, dass wir in diese Richtung gehen wollten.“)

## Diskografie

### EPs
- 2008: Look at These Eyes (Eigenproduktion)
- 2009: Living Shades (Eigenproduktion)

### Kompilationen
- 2008: ILA - Final Compilation
- 2008: 4444 Seconds of Austrian Pop!-Music[10]

### Alben
- 2012: A Taste of Light (Terrasound Records)

## Auszeichnungen
- 2008: Gewinner des International Live Awards
- 2008: Finalist bei LOCAL HEROES
- Martin Wagner wurde 2008 zum Austrian Best Young Drummer gewählt.
- März 2009: Wochensieger bei MTV Rookie mit dem Video Roads to Rome[11]
- 2009: Finalist bei MyVideo MusicStar (5. Platz) aus mehr als 500 Videos

### International Live Award
Der International Live Award (ILA) ist ein Newcomer-Band-Contest, der seit 2007 in Österreich ausgetragen wird. Bands aus 6 Ländern (neben Österreich, Italien, Slowenien, Tschechien, Ungarn und der Slowakei) nehmen an dem Contest teil. Der Sieger erhält 14.000 Euro in bar und mehrere Sachpreise im Wert von über 100.000 Euro.

### Austrias Best Young Drummer
Der Contest Best Young Drummer of Austria wird von Drumhouse auf dem Superdrumming-Festival veranstaltet. Die Teilnehmer schicken ein Video sowie eine Aufnahme mit ihrer Bewerbung ein. Die Videos werden von einer Jury, bestehend aus bekannten Musikern und Drumhouse-Mitgliedern bewertet. 2008 wurde Martin Wagner zum Best Young Drummer in der Kategorie "Under 18" gekürt.

### Local Heroes
Local Heroes ist ein nichtkommerzieller Musikwettbewerb für Newcomer-Bands, der in Deutschland und Österreich veranstaltet wird. 2008 war die Band Finalist bei Local Heroes, musste jedoch aufgrund des Ausfalls eines Bandmitglieds vom Wettbewerb aussteigen.

### MyVideo MusicStar
MyVideo MusicStar wird von MyVideo gesponsert. Der Gewinner erhält einen Plattenvertrag des Labels Starwatch Music, das von ProSiebenSat1 geleitet wird. Gewinner ist die Band die die meisten Votingstimmen erhält. Das Voting dauert 10 Wochen, wobei jede Woche ein Wochensieger festgelegt und der Votingzähler danach auf "0" zurückgesetzt wird. Die Band gehörte zu den 10 Finalisten und belegte im Finale mit Roads to Rome den 5. Platz.

## Weiteres
- Seila Rodriguez, welche im Musikvideo Over & Done zu sehen ist, wurde 2013 zur Miss Venezuela gewählt und nahm an der Miss World Wahl 2013 teil.